# Ordre de bataille de la 7e flotte des États-Unis lors de la guerre de Corée
Cet article détaille l'ordre de bataille de la 7e flotte des États-Unis lors de la guerre de Corée

## Ordre de bataille
- - Task Force 70
    - Task Group 70.6 Fleet Air Wing One
      - VP-1 7 août 1950 – 13 novembre 1950; avril 1951-29 août 1951
      - VP-6 (en) 27 juillet 1951 – 15 janvier 1952
      - VP-28 14 juillet 1950 – 10 août 1950; 28 mars 1951 – 11 octobre 1951; 26 mai 1952 – 1er décembre 1952
      - VP-28 détachement Able 11 octobre 1951 – 13 décembre 1951
      - VP-42 19 juillet 1950 – 10 août 1950
      - VP-46 (en) 1er décembre 1950 – 6 février 1951
      - VP-47 (en) détachement 7 juillet 1950 – 1er janvier 1951
      - VP-731 7 février 1951 – 13 août 1951
      - VP-892 12 février 1952 – 18 septembre 1952

    - Fleet Air Wing Six 4 août 1950 – fin de la guerre
      - VP-1 29 mars 1952 – 5 octobre 1952; 27 mai 1953 – fin de la guerre
      - VP-2 1er août 1951 – 2 décembre 1951
      - VP-6 (en) 7 juillet 1950 – 12 février 1951
      - VP-7 28 juin 1953 – fin de la guerre
      - VP-9 (en) 27 juin 1952 – 3 janvier 1953
      - VP-17 (en) 4 février 1953 – 1er août 1953
      - VP-29 27 septembre 1952 – 5 avril 1953
      - VP-40 15 mai 1951 – 12 décembre 1951
      - VP-42 11 août 1950 – 9 avril 1951; 22 novembre 1951 – 11 juin 1952
      - VP-46 (en) 25 septembre 1951 – 2 avril 1952; 1er mars 1953 – fin de la guerre
      - VP-47 (en) détachement 7 juillet 1950 – 1er janvier 1951; 26 juillet 1951 – 4 mars 1952; 22 novembre 1952 – 1er juin 1953
      - VP-50 (en) détachement 1er juin 1953 – fin de la guerre
      - VP-731 29 mai 1952 – 8 décembre 1952
      - VP-772 1er janvier 1951 – 3 août 1951
      - VP-871 octobre 1951-7 juillet 1952
      - VP-892 23 novembre 1950 – 9 juin 1951
      - RAF No. 88 Squadron détachement
      - RAF No. 205 Squadron détachement
      - RAF No. 209 Squadron détachement

  - Task Force 72 (en) Formosa Patrol 12 septembre 1950
  - Task Force 77 (U.S. Navy) (en)
    - Carrier Division One (USN)
      - USS Essex 26 juin 1951 (ou 18 août 1951) – 7 mars 1952 (ou 25 mars 1952) ; 16 juin 1952 (ou 27 juillet 1952) – 6 février 1953
        - Carrier Air Wing Five

      - Bon Homme Richard 10 mai 1951 – 17 décembre 1951; 20 mai 1952 – 8 janvier 1953
      - Princeton 9 novembre 1950 – 29 mai 1951; 31 mai 1951 – 29 août 1951; 21 mars 1952 – 3 novembre 1952; 24 janvier 1953 – fin de la guerre
      - Philippine Sea 5 juillet 1950 – 26 mars 1951; 28 mars 1951 – 9 juin 1951; 31 décembre 1951 – 8 août 1952; 15 décembre 1952 – fin de la guerre

    - Carrier Division Three (USN)
    - US Carrier Division 5 (Carrier Strike Group 5 (en))
      - USS Boxer 24 août 1950 – 11 novembre 1950; 2 mars 1951 – 24 octobre 1951; 8 février 1952 – 26 septembre 1952; 30 mars 1953 – fin de la guerre
      - Leyte 6 septembre 1950 – 3 février 1951
      - Kearsarge 11 août 1952 – 17 mars 1953
      - Oriskany 15 septembre 1952 – 18 mai 1953
      - Antietam 8 septembre 1951 – 2 mai 1952
      - Lake Champlain 26 avril 1953 – fin de la guerre
      - Valley Forge 25 juin 1950 – 1er décembre 1950; 6 décembre 1950 – 7 avril 1951; 15 octobre 1951 – 3 juillet 1952; 20 novembre 1952 – 25 juin 1953
      - Bataan 16 novembre 1950 – 25 juin 1951; 27 janvier 1952 – 26 août 1952; 28 octobre 1952 – 26 mai 1953

    - US Cruiser Division 1
    - US Cruiser Division 3
    - US Cruiser Division 5
    - Task Group 77.3 patrouille de Formose 20 juillet 1950 – 11 septembre 1950
    - Task Group 77.7 groupe de réapprovisionnement

  - Task Force 79 Service Squadron 3 21 juillet 1950